# Třída Mackenzie
Třída Mackenzie byly protiponorkové torpédoborce kanadského královského námořnictva. Celkem byly postaveny čtyři jednotky této třídy. Ve službě byly v letech 1962–1994. V 80. letech prošly modernizací v rámci programu DELEX (DEstroyer Life EXtension). Všechny byly vyřazeny ze služby.

## Pozadí vzniku

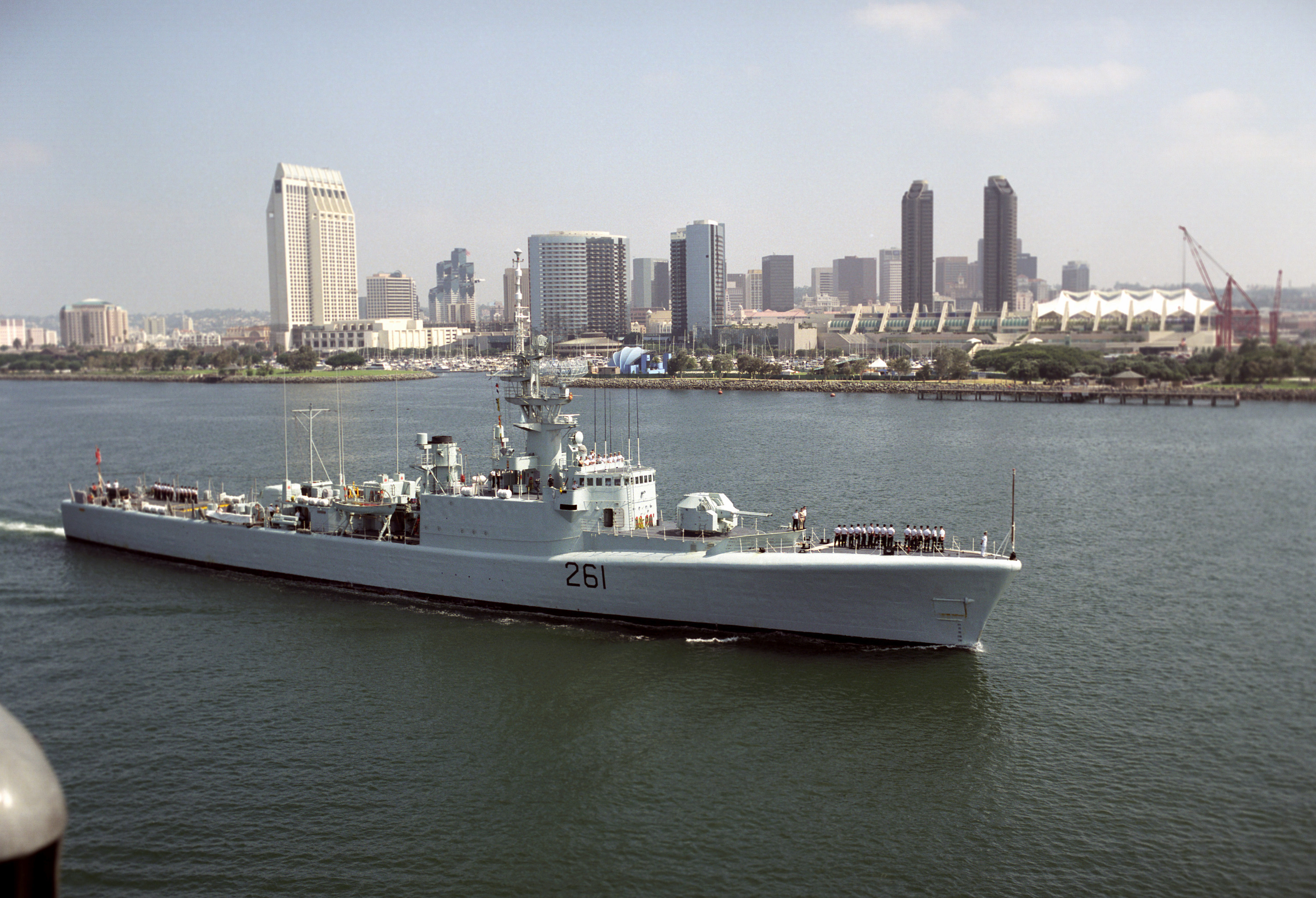
HMCS Mackenzie (DDE-261)

Po stavbě 14 úspěšných protiponorkových torpédoborců tříd St. Laurent a Restigouche bylo kanadským námořnictvem objednáno dalších šest jednotek, čímž měla země získat celkem 20 moderních torpédoborů. Nakonec bylo rozhodnuto tuto objednávku rozdělit a kromě čtyř klasických torpédoborců třídy Mackenzie byla objednána i dvoučlenná třída Annapolis, jejíž plavidla byla vybavena palubním vrtulníkem, což výrazně zlepšovalo jejich efektivitu v protiponorkovém boji.
Každý ze čtyř torpédoborců třídy Mackenzie byl postaven jinou loděnicí. Plavidla do služby vstupovala v letech 1962–1963.
Jednotky třídy Mackenzie:
| Jméno                       | Loděnice                                | Spuštěna          | Vstup do služby | Osud                                                                     |
| --------------------------- | --------------------------------------- | ----------------- | --------------- | ------------------------------------------------------------------------ |
| HMCS Mackenzie (DDE-261)    | Canadian Vickers Ltd., Montréal         | 25. května 1961   | 6. října 1962   | Vyřazen 1993, potopen jako umělý útes poblíž Sidney v Britské Kolumbii.  |
| HMCS Saskatchewan (DDE-262) | Victoria Machinery Depot Ltd., Victoria | 1. února 1961     | 16. února 1961  | Vyřazen 1994, potopen jako umělý útes poblíž Nanaimo v Britské Kolumbii. |
| HMCS Yukon (DDE-263)        | Burrard Dry Dock Ltd., North Vancouver  | 27. července 1961 | 25. května 1963 | Vyřazen 1992, potopen jako umělý útes poblíž San Diega.                  |
| HMCS Qu'Appelle (DDE-264)   | Davie Shipbuilding Ltd., Lauzon         | 2. května 1962    | 14. září 1963   | Vyřazen 1992, sešrotován.                                                |

## Konstrukce

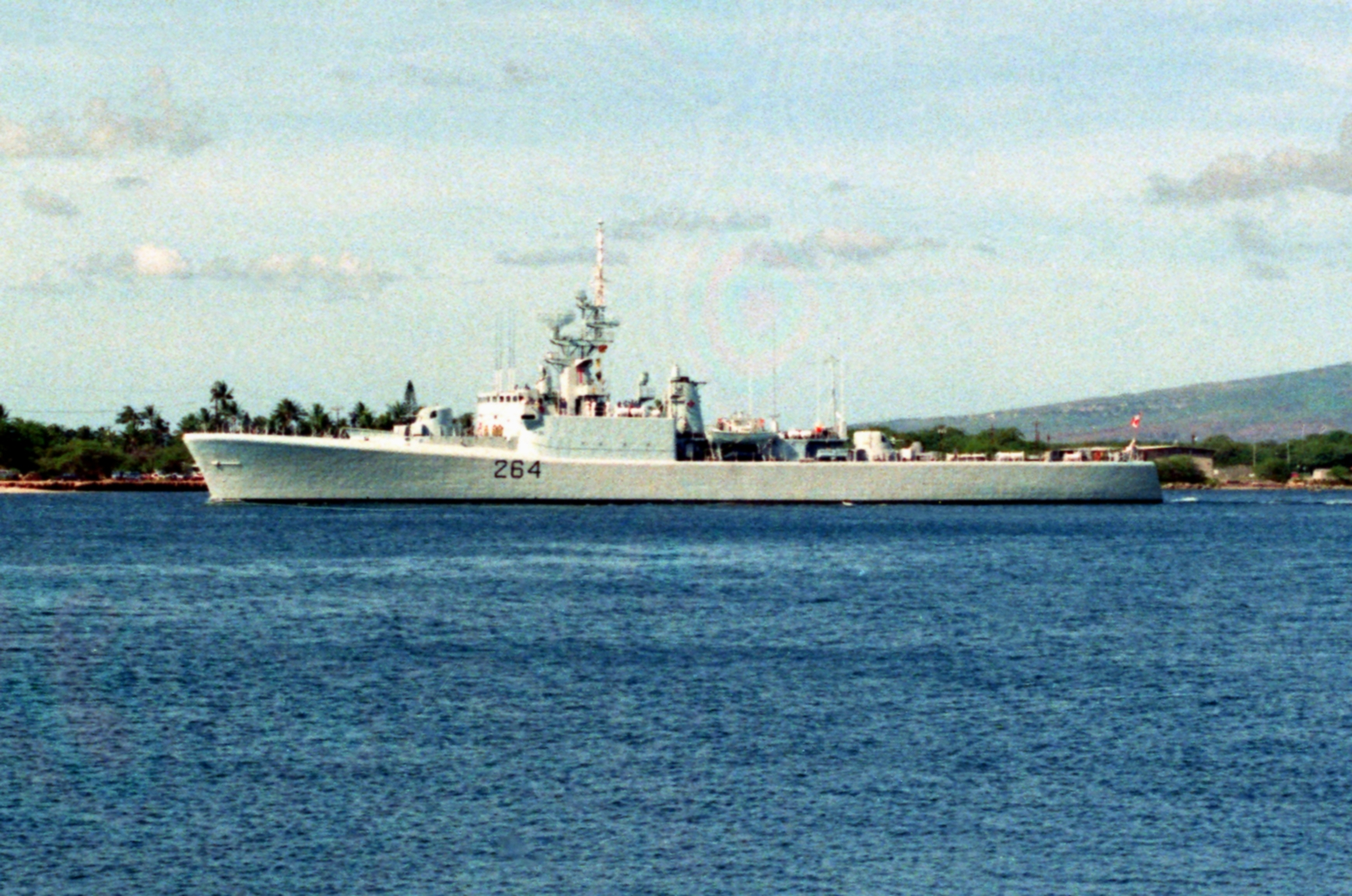
HMCS Qu'Appelle (DDE-264)

### Po dokončení
Plavidla nesla vzdušný vyhledávací radar SPS-12, vyhledávací radar SPS-10B a navigační radar Sperry Mk.2.
Výzbroj tvořily čtyři 76mm kanóny ve dvoudělových věžích. Příďová věž nesla britské 76mm kanóny Vicker Mk.6 o délce hlavně 70 ráží (byly vyvinuty speciálně pro britské křižníky třídy Tiger a kanadské námořnictvo bylo jejich jediným zahraničním uživatelem). Na zádi byly dva americké 76mm kanóny Mk.33 o délce hlavně 50 ráží. K ničení ponorek lodě nesly dva salvové vrhače hlubinných pum Mk 10 Limbo a dva jednohlavňové vrhače Mk 2 („K-gun“) pro protiponorková torpéda Mk 43. Pohonný systém tvořily dva kotle Babcock & Wilcox a dvě parní turbíny English-Electric o výkonu 30 000 hp, pohánějící dva lodní šrouby. Nejvyšší rychlost dosahovala 30 uzlů. Dosah byl 4750 námořních mil při rychlosti 14 uzlů.

### Modernizace DELEX

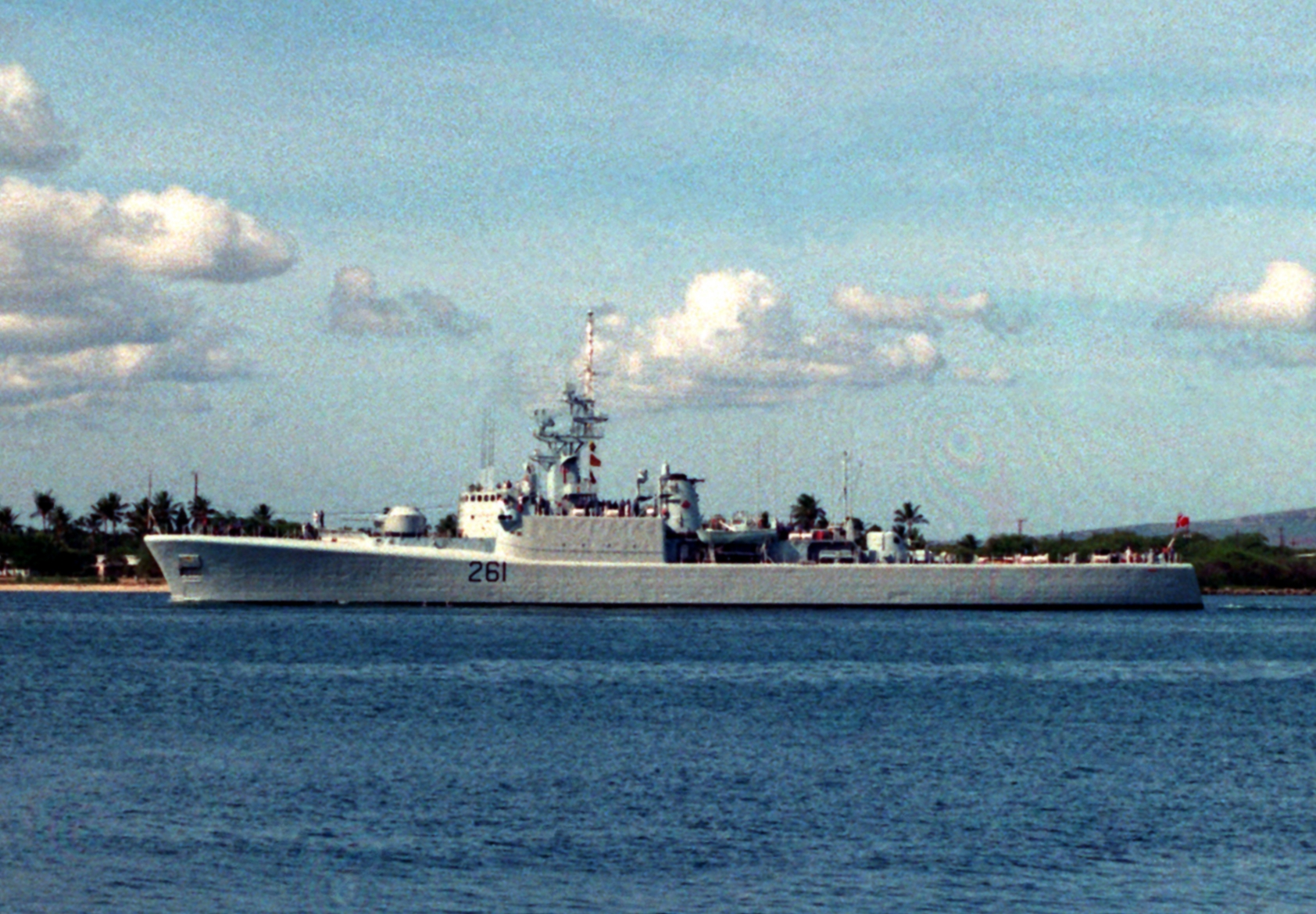
HMCS Mackenzie (DDE-261)

Cílem modernizace provedené v letech 1984–1987 bylo prodloužení životnosti plavidel a zlepšení jejich schopností v boji s nejmodernějšími sovětskými ponorkami. Plavidla dostala novou elektroniku, radary, sonary, systémy řízení palby i navigační systémy. Novou sestavu radarů tvořily vzdušný vyhledávací radar SPS-502, vyhledávací radar SPS-10D a navigační radar Sperry Mk.127E. Zastaralé vrhače torpéd Mk 2 nahradily dva trojhlavňové 324mm torpédomety Mk 32, ze kterých byla vypouštěna torpéda Mk 46.

## Výskyt v kultuře
Vyřazený torpédoborec Mackenzie si zahrál v jedné epizodě amerického seriálu Akta X.